# Noriyuki Takatsuka
Noriyuki Takatsuka (jap. 高塚紀行 Takatsuka Noriyuki; ur. 28 kwietnia 1985) – japoński zapaśnik w stylu wolnym. Brązowy medalista mistrzostw świata w 2006. Trzeci na igrzyskach azjatyckich w 2014 i dziewiąty w 2006. Srebro na mistrzostwach Azji w 2008. Brąz na juniorskich mistrzostwach świata w 2005 roku.